# Norman Medal
Die Norman Medal ist die höchste Auszeichnung der  American Society of Civil Engineers (ASCE) für die Autoren einer wissenschaftlichen Arbeit theoretischer oder praktischer Natur im Bauingenieurwesen. Die zweitplatzierte Arbeit erhält die J. James R. Croes Medal, die auch vergeben wird, wenn die Jury in dem jeweiligen Jahr keine Norman Medal als höchste Auszeichnung vergeben will.
Die Arbeit muss in einer der Zeitschriften der ASCE zuerst veröffentlicht worden sein, aus dem Jahr vor der Preisauszeichnung stammen und mindestens ein Autor muss Mitglied der ASCE sein. Jeder kann eine Arbeit vorschlagen, die einzelnen Unterorganisationen und Komitees der ASCE können jeweils zwei Arbeiten vorschlagen. Bereits eingereichte Arbeiten für die Norman oder Croes Medal können in den Folgejahren nicht mehr vorgeschlagen werden. Die Medaille erhält der Erstautor, die anderen erhalten ein Zertifikat.
Die Norman Medal wird im Allgemeinen jährlich seit 1874 verliehen. Sie ist nach George H. Norman benannt, einem Mitglied der ASCE, der sie 1872 stiftete. Ab 1897 wurde die Finanzierung von der ASCE übernommen.

## Preisträger
- 1874: J. James R. Croes (John James Robertson Croes)
- 1875: Theodore G. Ellis
- 1877: William W. Maclay, Buchpreis an  Julius H. Striedonger
- 1879: Edward P. North, Buchpreis an Max E. Schmidt
- 1890: Theodore Cooper
- 1881: Leffert L. Buck
- 1882: Adolphe Fteley,  F. P. Stearns
- 1883: William P. Shinn
- 1884: James Christie
- 1885: Eliot C. Clarke
- 1886: Edward Bates Dorsey
- 1887: Desmond Fitzgerald
- 1888: E. E. Russel Tratman
- 1889: Theodore Cooper
- 1890: John R. Freeman
- 1891: John R. Freeman
- 1892: William Starling
- 1893: Desmond Fitzgerald
- 1894: Alfred E. Hunt
- 1895: William Hammond Hall
- 1896: John E. Greiner
- 1897: Julius Baier
- 1898: B. F. Thomas
- 1899: E. Herbert Stone
- 1900: James A. Seddon
- 1902: Gardner S. Williams, Clarence W. Hubbell,  George H. Fenkell
- 1904: Emile Low
- 1905: Charles Conrad Schneider
- 1906: John S. Sewell
- 1907: Leonard M. Cox
- 1908: Charles Conrad Schneider
- 1909: John Alexander Low Waddell (J. A. L. Waddell)
- 1910: Carl E. Grunsky
- 1911: George E. Gibbs
- 1912: Wilson Sherman Kinnear
- 1913: J. V. Davies
- 1914: Caleb Mills Saville
- 1915: Allen Hazen, John Alexander Low Waddell
- 1916: John Alexander Low Waddell
- 1917: Benjamin F. Groat
- 1918: L. R. Jorgensen, John Alexander Low Waddell
- 1919: William Barclay Parsons
- 1920: John Alexander Low Waddell
- 1922: Charles H. Paul
- 1923: David B. Steinman
- 1924: Bernhard F. Jakobsen
- 1925: Harrison P. Eddy
- 1926: Julian Hinds
- 1927: Bernhard F. Jakobsen
- 1928: Charles E. Sudler
- 1929: Gilbert T. Rude
- 1930: Karl von Terzaghi
- 1931: Floyd A. Nagler, Albion Davis
- 1933: Hardy Cross
- 1934: Leon Moisseiff
- 1935: David Christian Henny (1860–1935)
- 1936: Daniel W. Mead
- 1937: John C. Stevens (1876–1970)
- 1938: Hunter Rouse
- 1939: Charles H. Lee
- 1940: Shortridge Hardesty, Harold E. Wessman
- 1941: J. A. Van Den Broek
- 1942: Karl Terzaghi
- 1943: Thomas E. Stanton
- 1944: Ralph B. Peck
- 1945: Merrill Bernard
- 1946: Karl Terzaghi
- 1947: Boris A. Bakhmeteff, William Allan
- 1948: Alfred M. Freudenthal
- 1949: Gerard H. Matthes
- 1950: Friedrich Bleich
- 1951: David B. Steinman
- 1953: Friedrich Bleich, L. W. Teller
- 1954: Robert H. Sherlock
- 1955: Karl Terzaghi
- 1956: Carl E. Kindsvater, Rolland W. Carter (1916–2001)
- 1957: Alfred M. Freudenthal
- 1958: Anestis S. Veletsos, Nathan M. Newmark
- 1959: Willard J. Turnbull, Charles R. Foster
- 1960: Carl E. Kindsvater, Rolland W. Carter
- 1961: Lorenz G. Straub, Alvin G. Anderson
- 1962: William Mcguire, Gordon P. Fisher
- 1963: Bruno Thürlimann
- 1964: T. William Lambe
- 1965: Gerald A. Leonards, Jagdish Narain
- 1966: Charles H. Lawrence
- 1967: Daniel Dicker
- 1968: H. Bolton Seed, Kenneth L. Lee
- 1969: Basil W. Wilson
- 1970: Cyril J. Galvin Jr.
- 1971: John H. Schmertmann
- 1972: Nicholas C. Costes, W. David Carrier III., James K. Mitchell, Ronald F. Scott
- 1973: Bobby O. Hardin, Vincent P. Drenivich
- 1974: James R. Coffer
- 1975: Roy E. Olson, David E. Daniel, Thomas K. Liu
- 1976: Charles C. Ladd, Roger Foott
- 1977: H. Bolton Seed, Kenneth L. Lee, Izzat M. Idriss, Faiz I. Makdisi
- 1978: Richard D. Barksdale
- 1979: Anil K. Chopra
- 1980: John L. Cleasby, James C. Lorence
- 1982: Abdulaziz I. Mana, G. Wayne Clough
- 1983: Theodore V. Galambos, Bruce R. Ellingwood, James G. Macgregor, C. Allin Cornell
- 1984: Sudipta S. Bandyopadhyay
- 1985: James L. Sherard, Lorn P. Dunnigan, James R. Talbot
- 1986: James L. Sherard
- 1987: Egor P. Popov, Stephen A. Mahin, Ray W. Clough
- 1988: Gholamreza Mesri, Alfonso Castro
- 1989: Abdul-Hamid Zureick, Robert A. Eubanks
- 1990: Anestis S. Veletsos, Anumolu M. Prasad
- 1991: Ernesto F. Cruz, Anil K. Chopra
- 1992: Scott D. Schiff, William J. Hall, Douglas A. Foutch
- 1993: Ronie Navon, Abraham Warszawski
- 1994: Ronald D. Ziemian, William Mcguire, Gregory G. Deierlein
- 1995: Mauricio Ehrlich, James K. Mitchell
- 1996: James R. Martin II, G. Wayne Clough
- 1997: William F. Marcuson III, Paul F. Hadala, Richard H. Ledbetter
- 1998: Bruce R. Ellingwood, David Rosowsky
- 1999: Lawrence A. Bergman, Thomas K. Caughey, Anastasios G. Chassiakos,  Richard O. Claus, George W. Housner, Sami F. Masri, Robert E. Skelton, Tsu T. Soong, B. F. Spencer, James T. P. Yao
- 2000: Roberto T. Leon, Jerome F. Hajjar, Carol K. Shield, Michael A. Gustafson
- 2001: Anil K. Chopra, Rakesh K. Goel
- 2002: Sherif El-Tawil, Gregory G. Deierlein
- 2003: C. Allin Cornell, Douglas A. Foutch, Ronald O. Hamburger, Fatemeh Jalayer
- 2004: Gholamreza Mesri, Marawan M. Shahien
- 2005: Kok-Kwang Phoon, Fred Kulhawy, Mircea D. Grigoriu
- 2006: Ramachandran Kulasingam, Erik J. Malvick, Ross W. Boulanger, Bruce L. Kutter
- 2007: Ning Lu, William J. Likos,
- 2008: Amit Kanvinde, Gregory G. Deierlein,
- 2009: Steven L. Kramer, Roy T. Mayfield,
- 2010: Tommaso Moramarco, Claudia Pandolfo,  Vijay P. Singh
- 2011: Shadi S. Najjar, Robert B. Gilbert
- 2012: Mark Mahan, Yannis F. Dafalias, Mahdi Taiebat, Yeong Ae Heo, Sashi K. Kunnath
- 2013: Anil K. Chopra
- 2014: William J. Likos, Rani Jaafar
- 2015: Jose D. Salas, Jayantha Obeysekera
- 2016: Brett W. Maurer, Russell A. Green,  Misko Cubrinovski, Brendon A. Bradley,
- 2017: Steven L. Kramer, C.H. Wang
- 2018: Kara D. Peterman, Matthew J.J. Stehman, Robert L. Madsen,  Stephen G. Buonopane, Narutoshi Nakata, Benjamin W. Schafer
- 2019: Jordan Aaron, Oldrich Hungr, Timothy Stark, Ahmed Baghdady
- 2020: Chong Tang, Kok-Kwang Phoon
- 2021: Chao Zhang, Ning Lu
- 2022: Farshid Vahedifard, Firas Jasim, Fred Tracy, Masood Abdollah, Aneseh Alborzi, Amir AghaKouchak
- 2023: Vijay Singh, Solomon Vimal
- 2024: Jumari Robinson, Adrian Brugger, Matthew Sloane, Raimondo Betti
- 2025: Sumeet K. Sinha, Katerina Ziotopoulou, Bruce L. Kutter